# Osamu Takahashi (Schriftsteller)
Osamu Takahashi (japanisch 高橋 治 Takahashi Osamu; geboren 23. Mai 1929 in Chiba, Präfektur Chiba; gestorben 13. Juni 2015) war ein japanischer Schriftsteller.

## Leben und Wirken
Osamu Takahashi absolvierte die Universität Tokio. 1953 kam er zum Filmunternehmen Shochiku und gab 1960 sein Regiedebüt in dem Film Kanojo dake shitte iru (彼女だけが知っている ‚Nur sie weiß es‘). Er wandte sich daneben der Schriftstellerei zu und veröffentlichte die Dokumentation Hahei (派兵 ‚Truppenentsendung‘; 4 Bände, 1973 bis 1977) und den Roman Kenrantaru kage-e (絢爛たる影絵 ‚Wunderschöne Schattenmalerei‘; 1982), der das Leben des Regisseurs Ozu Yasujirō beschreibt.
1959 (nach Angaben beim Preis: 1983) erhielt Takahashi den Naoki-Preis für Hiden (秘伝 ‚Geheime Überlieferung‘), die Geschichte eines alten Fischers. 1963 folgte der Shibata-Renzaburō-Preis (柴田錬三郎賞 -shō) für Wakarete nochi no koiuta (別れてのちの恋歌 ‚Liebeslied nach dem Abschied‘) und Na mo naki michi o (名もなき道を ‚Zur namenlosen Straße‘). 1996 wurde er mit dem Yoshikawa-Eiji-Literaturpreis (吉川英治文学賞 -shō) für Hoshi no koromo (星の衣 ‚Das Gewand der Sterne‘) ausgezeichnet.
Andere Werke sind Kaze no bon-koiuta (風の盆恋歌 ‚Gutes Liebeslied des Windes‘; 1985), Ryūiki (流域 ‚Flussgebiet‘; 1989) und Yuki (雪 ‚Schnee‘; 2008).